# لوسيليو باتيستا
لوسيليو كاردوزو كورتز باتيستا (بالبرتغالية: Lucílio Batista‏)، من مواليد 26 ابريل 1965 في لشبونة في البرتغال، حكم كرة قدم برتغالي دولي.
وقد حكم في كأس الأمم الأوروبية لكرة القدم 2004.

## روابط خارجية
- لوسيليو باتيستا على موقع Soccerway.com (الإنجليزية)